# Melisa (album)
Melisa – album saksofonisty Przemka Dyakowskiego z udziałem pianistów Leszka Możdżera i Sławka Jaskułke. W nagrania wzięli udział ponadto wibrafonista Dominik Bukowski, kontrabasista Janusz Mackiewicz, perkusista Tomasz Sowiński oraz flecista Ireneusz Wojtczak. Wydawnictwo ukazało się 21 maja 2007 roku nakładem wytwórni muzycznej Outside Music.
30 stycznia 2008 roku nagrania uzyskały w Polsce certyfikat złotej płyty.

## Lista utworów
1. „Melisa”
2. „The Legend of the Baltic Sea”
3. „Romance del Sol”
4. „The Sailor”
5. „Pi Di”
6. „Work Aside”
7. „Larry”
8. „A Little Part of Me”
9. „Larry the Rebel of Love” (utwór dodatkowy)